# Erich Wolfgang Korngold
Erich Wolfgang Korngold, avstrijsko-ameriški skladatelj, dirigent in pianist, * 29. maj 1897, Brno, Avstro-Ogrska, † 29. november 1957, Los Angeles, ZDA.

## Življenje
Njegov oče je bil muzikolog Julius Korngold, ki je na mestu glasbenega kritika pri časopisu Neue freie Presse nasledil znamenitega Eduarda Hanslicka. Ob tem času se je družina s štiriletnim Erichom Wolfgangom preselila na Dunaj, ki je bil okoli leta 1900 glasbena prestolnica sveta. Na Dunaju so tedaj delovali skladatelji, virtuozi in muzikologi Goldmark, Schreker, Mahler, Schoenberg, Kienzl, Fuchs, Adler, Wellesz, Busoni, Sevčik, Kreisler, Zemlinsky in drugi. Erich Korngold je veljal za čudežnega otroka. Sam veliki Gustav Mahler je o njem dejal, da je »glasbeni čudež«. Po njegovem priporočilu ga je kompozicijo poučeval skladatelj Alexander Zemlinsky. Pri trinajstih je napisal pantomimo Sneženi mož – izvedli so jo v dunajski Državni operi – leta 1916 pa je uspel z operama Polikratov prstan in Violanta. Svetovni uspeh je doživel leta 1920, ko so v Hamburgu in v Kölnu hkrati pripravili premiero opere Mrtvo mesto. Leta 1934 je sloviti režiser Max Reinhardt Korngolda povabil v Združene države Amerike, da bi priredil glasbo za njegovo filmsko adaptacijo Sna kresne noči. V Hollywoodu se je odlično znašel in kmalu je začel pisati glasbo za obe največji filmski družbi, Paramount in Warner Brothers, dokler ni družba Warner Brothers sklenila z njim ekskluzivne pogodbe. Leta 1936 je prejel oskarja za glasbo v filmu Anthony Adverse. Priključitev Avstrije nemškemu rajhu je Korngoldu, ki je bil Jud, preprečila vrnitev na Dunaj in z družino je v Kaliforniji začel novo življenje. Leta 1938 je prejel drugega oskarja za glasbo v neznansko uspešnem filmu The Adventures of Robin Hood z Erollom Flynnom v glavni vlogi. Postal je glasbeni guru hollywoodske filmske industrije. Skupaj s skladateljem Maxom Steinerjem je izoblikoval nov slog v filmski glasbi, ki ga zaznamujeta relativna samostojnost glasbene partiture v okviru filmskega dela in ponazarjanje filmskega dogajanja z uporabo Wagnerjanskega načela »vodilnega motiva«. Do leta 1945 je skladal večinoma filmsko glasbo, bogastvo pa mu je omogočilo tudi obilno podpirati številne umetnike, ki so se iz okupirane Evrope zatekli v ZDA. Po končani vojni se je leta 1949 skušal ponovno ustaliti na Dunaju, vendar njegova glasba v Evropi ni več zbujala takšnega odziva kot v njegovi mladosti, zato se je po nekaj letih vrnil v ZDA. Umrl je 29. novembra 1957 v Hollywoodu.

## Izbor glasbenih del

### Orkestrska in vokalna dela
- Der Schneemann (pantomima), skomponirana in prvič izvedena 1910
- Schauspiel-Ouvertüre (uvertura h gledališkem delu), op.4, skomponirana in prvič izvedena 1911)
- Sinfonietta, Op.5, (1912, orkestrirana in prvič izvedena 1913)
- Der Sturm (Vihar) za zbor in orkester, po Heinrichu Heineju, 1913
- Kaiserin Zita-Hymne za glas, zbor in klavir / orkester, 1917
- Vojaška koračnica H dur, 1917
- Mnogo hrupa za nič, op. 11, (glasba Shakespeareovi gledališki igri 1918–1919. Prva izvedba 1920
- Sursum Corda. op. 13, (simfonična uvertura, 1919, praizvedba 1920
- Klavirski konvert v Cis duru za levo roko, op. 17, (1923, praizvedba 1924)
- Baby Serenade, op. 24, 1928–1929, praizvedba 1932
- Tomorrow, (Jutri) op. 33, pesnitev za mezzosopran, ženski zbor in orkester, za film The Constant Nymph. Koncertna praizvedba 1944
- Violinski koncert, op. 35, (1945, praizvedba 1947)
- Koncert za violončelo in orkester, Cis dur, op. 37, (1946, razširitev skladbe, komponirane za film Deception, 1946)
- Simfonična serenada, v B duru, za godalni orkester 1947–1948; praizvedba 1950
- Simfonija v Fis duru, op. 40 (1947–1952; praizvedba 1954)
- Tema in variacije, op. 42 (praizvedba 1953)
- Straussiana, za orkester, (praizvedba 1953)

### Opere
- Der Ring des Polykrates, op.7 (1916)
- Violanta, op. 8 (1916)
- Die Tote Stadt, (slov. Mrtvo mesto) op. 12 (1920)
- Das Wunder der Heliane, op. 20 (1927)
- Die Kathrin, op. 28 (1939)
- Die stumme Serenade, op. 36 (glasbena parodija) (1954)

### Filmska glasba
- Sen kresne noči (1935, po Mendelssohnu)
- Captain Blood (1935)
- Give Us This Night (1936)
- Hearts Divided (1936)
- The Green Pastures (1936)
- Anthony Adverse (1936)
- The Prince And The Pauper (1937)
- Another Dawn (1937)
- The Adventures of Robin Hood (1938)
- Juarez (1939)
- The Private Lives of Elizabeth and Essex (1939)
- The Sea Hawk (1940)
- The Sea Wolf (1941)
- King's Row (1942)
- The Constant Nymph (1943)
- Between Two Worlds (1944)
- Devotion (1946)
- Of Human Bondage (1946)
- Deception (1946)
- Escape Me Never (1947)
- The Magic Fire (1956, po Wagnerju)